# Arnaldo Porta
Arnaldo Porta (Araraquara, 5 ottobre 1896 – Villafranca di Verona, 29 dicembre 1971) è stato un calciatore brasiliano naturalizzato italiano, di ruolo attaccante.
Fu uno dei primi calciatori oriundi che militarono in Europa e, in assoluto, il primo in Italia proveniente dal Brasile.

## Carriera
Primogenito dei cinque figli di Julio Porta, nativo di Castelmassa, e di Amalia Bonetti, Arnaldo iniziò a giocare nella squadra del suo paese, l'Araraquara, fino a quando la famiglia rientrò in Italia nel 1911,dapprima a Castelmassa, per poi trasferirsi definitivamente nella vicina Verona..
Presentatosi a stagione iniziata all'Hellas di Verona che stava disputando il campionato 1913-1914 di Prima Categoria, fu schierato in campo senza provino, senza visita medica e senza contratto, e in quel campionato giocò cinque gare. Nella stagione successiva mise a segno il primo gol con la maglia della società veronese, nella gara Hellas-Udinese vinta per 2-0 il 4 ottobre 1914. All'entrata in guerra dell'Italia fu richiamato e prestò servizio sul fronte carsico. Nel 1919, alla ripresa dell'attività calcistica dopo l'interruzione bellica, tornò nell'Hellas che, prima dell'inizio del campionato, si fuse con il meno blasonato Verona dando vita all'Hellas Verona.
Nelle due stagioni successive Porta mise a segno 15 reti in 21 presenze, risultando decisivo nella spareggio contro l'Udinese il 14 marzo 1920, gara vinta dai veneti proprio per 1-0. Nel 1921-1922 il Verona militò nella Confederazione Calcistica Italiana, con l'attaccante autore di cinque gol in 22 gare; le quattro stagioni successive videro l'Hellas militare nella Lega Nord del campionato unificato, dove la squadra si mantenne su livelli medi. Nel 1926-1927 la squadra partecipò a tre competizioni: nel campionato nazionale (con Porta che mise a segno sette reti in 14 presenze), nella Coppa Italia (2 gol in tre gare) e nella Coppa CONI (2 marcature in nove partite del brasiliano).
Porta rimase titolare anche nelle due stagioni successive, nelle quali mise a segno diciotto reti in 42 gare ma non poté evitare due retrocessioni consecutive della sua squadra. Giocò poi la sua ultima stagione nel primo campionato di Serie B, giocando sette partite senza segnare alcuna rete, prima di ritirarsi dal calcio giocato dopo una stagione allo Zevio.
Ricordato per la sua straordinaria sportività (non risulta nessun richiamo e nessuna espulsione), con 74 reti in 196 partite ufficiali Arnaldo Porta è ancor oggi il più prolifico marcatore di tutti i tempi dell'Hellas Verona.
Il comune di Villafranca, dove, dopo il ritiro dal calcio, ha fatto per molti anni il direttore della filiale della Banca Popolare di Verona, gli ha dedicato una via.

## Statistiche

### Presenze e reti nei club
| Stagione        | Squadra         | Campionato      | Campionato | Campionato | Coppe nazionali | Coppe nazionali | Coppe nazionali | Altre coppe | Altre coppe | Altre coppe | Totale | Totale |
| Stagione        | Squadra         | Comp            | Pres       | Reti       | Comp            | Pres            | Reti            | Comp        | Pres        | Reti        | Pres   | Reti   |
| --------------- | --------------- | --------------- | ---------- | ---------- | --------------- | --------------- | --------------- | ----------- | ----------- | ----------- | ------ | ------ |
| 1913-1914       | Verona          | PC              | 5          | 0          | -               | -               | -               | -           | -           | -           | 5      | 0      |
| 1914-1915       | Verona          | PC              | 15         | 10         | -               | -               | -               | -           | -           | -           | 15     | 10     |
| 1919-1920       | Verona          | PC              | 6          | 6          | -               | -               | -               | -           | -           | -           | 6      | 6      |
| 1920-1921       | Verona          | PC              | 14         | 8          | -               | -               | -               | -           | -           | -           | 14     | 8      |
| 1921-1922       | Verona          | PD              | 22         | 5          | -               | -               | -               | -           | -           | -           | 22     | 5      |
| 1922-1923       | Verona          | PD              | 21         | 4          | -               | -               | -               | -           | -           | -           | 21     | 4      |
| 1923-1924       | Verona          | PD              | 13         | 3          | -               | -               | -               | -           | -           | -           | 13     | 3      |
| 1924-1925       | Verona          | PD              | 3          | 1          | -               | -               | -               | -           | -           | -           | 3      | 1      |
| 1925-1926       | Verona          | PD              | 21         | 7          | -               | -               | -               | -           | -           | -           | 21     | 7      |
| 1926-1927       | Verona          | DN              | 14         | 7          | CI              | 3               | 2               | CC          | 9           | 2           | 26     | 11     |
| 1927-1928       | Verona          | DN              | 14         | 8          | -               | -               | -               | -           | -           | -           | 14     | 8      |
| 1928-1929       | Verona          | DN              | 28         | 10         | -               | -               | -               | -           | -           | -           | 28     | 10     |
| 1929-1930       | Verona          | B               | 7          | 0          | -               | -               | -               | -           | -           | -           | 7      | 0      |
| Totale carriera | Totale carriera | Totale carriera | 184        | 70         | -               | 3               | 2               | -           | 9           | 2           | 196    | 74     |